# Ciperle
Ciperle je priimek več oseb:
- Igor Ciperle, slovenski policist
- Janez Ciperle, filozof in pedagog
- Josip Ciperle, slovenski učitelj in pedagoški pisec
- Jože Ciperle, slovenski zgodovinar in arhivist